# Echinarachnius
Genre
Synonymes
- genre Echinarachinus[2]
- sous-genre Echinarachnius (Echinarachnius) Gray, 1825
- genre Phelsumaster Lambert & Thiéry, 1914
- genre Phelsumia Pomel, 1883

Echinarachnius sont un genre d'oursins plats (clypéastéroïdes), le seul actuel de la famille des Echinarachniidae. Les clypéastéroïdes sont appelés en anglais sand dollar (dollars des sables) du fait de leur ressemblance avec une pièce (plats et ronds).

## Description et caractéristiques
Ce sont des oursins plats d'allure caractéristique, de forme discoïdale et couverts de petites radioles formant un tapis velouté.
Les contreforts internes sont bien développés, et prennent la forme de patches étoilés aux ambulacres, et de barres adradiales aux interambulacres.
Le disque apical est central, avec 4 gonopores. 
Le disque basicoronal est pentastellé, avec des éléments interambulacraires étirés.
Le périprocte est marginal.
Les pétales sont bien développés, non fermés au bout. 
Les sillons nourriciers sont formés d'un tronc perradial qui s'étend jusqu'à la marge.

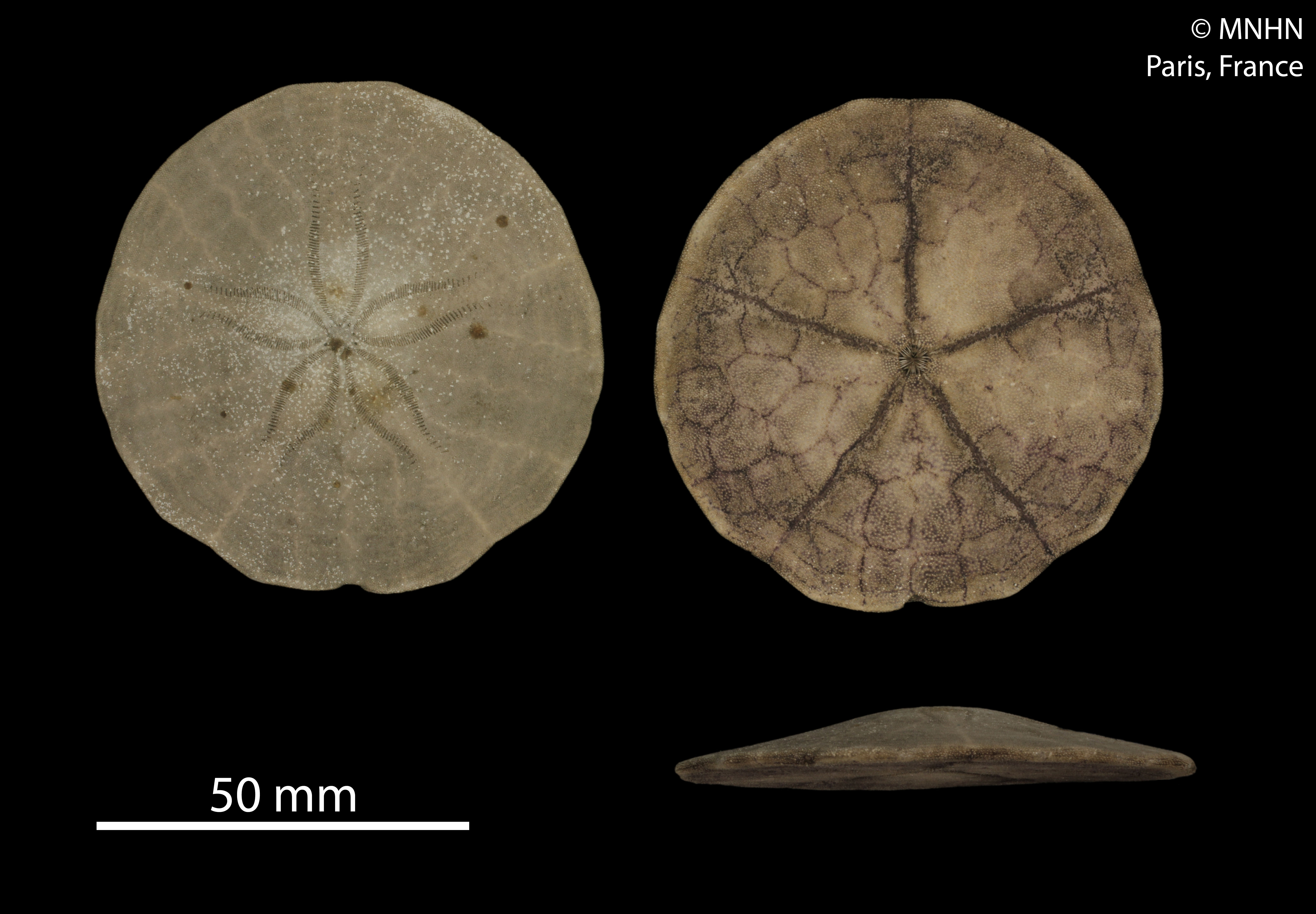
Test dEchinarachnius parma.

Ce genre est apparue au Miocène, et on le retrouve principalement dans le Pacifique nord (et une espèce s'étend jusqu'en Atlantique nord).

## Liste des espèces
Selon World Register of Marine Species (25 avril 2018) :

Echinarachnius parma obesa

- Echinarachnius asiaticus Michelin, 1859 -- Pacifique nord-ouest
- Echinarachnius parma (Lamarck, 1816) -- Pacifique nord-est et Atlantique nord-ouest

- Echinarachnius alaskensis Durham, 1957 †
- Echinarachnius astrodapsoides Wagner, 1974 †
- Echinarachnius humilis Nisiyama, 1968 †
- Echinarachnius kewi Grant & Eaton in Eaton, Grant & Allen, 1941 †
- Echinarachnius naganoensis Morishita, 1953 †
- Echinarachnius plafkeri Wagner, 1974 †
- Echinarachnius rumoensis Hayasaka & Shibata, 1952 †
- Echinarachnius subtumidus Nisiyama & Hashimoto, 1950 †
- Echinarachnius ungaensis Wagner, 1974 †
- Echinarachnius woodi Forbes, 1852 †